# Malta G.C. (Bax)
Malta G.C. is een compositie van de Brit Arnold Bax, voltooid in september 1942.
Malta G.C. is een documentaire uit 1942 over het eiland Malta als teken van erkenning van de strijd aldaar in de Tweede Wereldoorlog (periode dat het eiland bestookt werd vanaf Sicilië). De Royal Air Force en Crown Film Units maakten de film, de opdracht voor bijbehorende muziek liep via filmmuziekdirigent Muir Mathieson. Hij op zijn beurt schakelde componist Bax in, die net benoemd was tot Master of King’s Music. Er was daarbij echter één probleem, Bax componeerde destijds slechts op bescheiden schaal, soms verscheen er tijdens een kalenderjaar geen enkel nieuw werk van hem. Dat was nou net het geval geweest in 1940 en 1941! Toch lukte het Bax om tegen wil en dank ("Have just finished my Malta film Music. It has been nothing but a worry from beginning to en- and very hard work") aan het verzoek te voldoen. De door hem geschreven muziek werd vervolgens in december 1942 opgenomen door Mathieson met het R.A.F.Orchestra en spreker Laurence Olivier in de Abbey Road Studios en bij de film gevoegd. Dat Mathieson de juiste persoon had ingeschakeld, bleek toen bij sommige recensies werd vermeld dat de kleurrijke muziek soms de beeldindrukken verdrong. Bax kreeg tijdens de opname nog ruzie met Olivier, zijn muziek werd "weggedraaid" tijdens in Bax’ ogen onnozele toelichtingen tijdens de film. Mensen konden zelf zien dat Malta gebombardeerd werd, daar was de stem van Olivier niet voor nodig.
Er hoefde van de muziek geen suite gemaakt te worden; er was slechts 24 minuten muziek voorhanden verdeeld als volgt:
- Fanfare and prelude
- Convoy
- Old Valletta
- Air raid
- Ruins
- Quick march
- Intermezzo
- Reconstruction
- Finale part one
- Finale part two

De film kreeg haar eerste publieke vertoning op 24 januari 1943. 